# Circus (bài hát)
"Circus" là một bài hát của nghệ sĩ thu âm người Mỹ Britney Spears nằm trong album phòng thu thứ sáu cùng tên của cô (2008). Nó được phát hành vào ngày 2 tháng 12 năm 2008, bởi Jive Records như là đĩa đơn thứ hai trích từ album. Được sáng tác bởi Dr. Luke, Claude Kelly và Benny Blanco, "Circus" là một ẩn dụ về nhận thức của công chúng đối với cuộc sống cá nhân của Spears. Sau khi được nghe bài hát lần đầu tiên, nó ngay lập tức tạo cho nữ ca sĩ cảm hứng để tạo ra một album và một chuyến lưu diễn với chủ đề rạp xiếc. Đây là một bản uptempo electropop và dance-pop với các yếu tố của pop rock và cách hát "nửa rap". Nội dung bài hát nói về một người nghệ sĩ và việc trình diễn trên sân khấu. Bài hát sau khi phát hành đã nhận được những đánh giá tích cực từ các nhà phê bình, trong đó họ giành nhiều lời khen ngợi cho phong thái tự tin mà Spears thể hiện cũng như khâu sản xuất của bài hát.
"Circus" là một đĩa đơn thành công về mặt thương mại, lọt vào top 10 các bảng xếp hạng ở Úc, Canada, Đan Mạch, New Zealand và Thụy Điển, và top 20 ở nhiều nước châu Âu khác. Tại Hoa Kỳ, nó đạt vị trí thứ 3 trên Billboard Hot 100 và thứ nhất trên bảng xếp hạng Pop Songs. Đây cũng là đĩa đơn nhạc số bán chạy thứ hai của Spears tại quốc gia này với hơn 3.1 triệu bản. Tính đến nay, "Circus" đã bán được 5.5 triệu bản trên toàn cầu, trở thành một trong số những đĩa đơn bán chạy nhất mọi thời đại.
Video ca nhạc của bài hát được đạo diễn bởi Francis Lawrence và phát hành vào ngày 4 tháng 12 năm 2008, trong đó Spears vào vai người chỉ đạo biểu diễn của một gánh xiếc với nhiều nghệ sĩ biểu diễn, và video được xen kẽ với những cảnh Spears xuất hiện dưới những hiệu ứng khác nhau của rạp xiếc. Nó nhận được những phản ứng tích cực từ giới phê bình, nhưng đã bị chỉ trích bởi PETA vì sử dụng động vật trong video. Spears đã trình diễn "Circus" trên chương trình Good Morning America vào ngày 2 tháng 12 năm 2008. Đây cũng là bài hát mở màn của The Circus Starring Britney Spears (2009), trong trang phục của người chỉ đạo trong rạp xiếc. Nó cũng xuất hiện trong chương trình biểu diễn cư trú của Spears tại Las Vegas, Britney: Piece of Me. Bài hát còn xuất hiện trong trò chơi Just Dance 2016.

## Danh sách bài hát và định dạng
| - Đĩa CD 1. "Circus" — 3:12 2. "Womanizer" (Mike Rizzo Funk Generation Radio) — 3:51 - Đĩa CD maxi 1. "Circus" — 3:12 2. "Circus" (Tom Neville's Ringleader Remix) — 7:52 3. "Circus" (Diplo Circus Remix) — 4:24 4. "Circus" (Junior Vasquez Club Circus Remix) — 9:02 5. "Circus" (Video Enhancement) — 3:33 - Đĩa đơn nhạc số — Digital 45 1. "Circus" — 3:11 2. "Circus" (Tom Neville's Ringleader Remix) — 7:49 - Đĩa đơn nhạc số — Twister Rave Remix 1. "Circus" (Twister Rave Remix) — 3:32 | - Đĩa đơn nhạc số — EP 1. "Circus" — 3:12 2. "Circus" (Tom Neville's Ringleader Remix) — 7:52 3. "Circus" (Diplo Circus Remix) — 4:25 4. "Circus" (Junior Vasquez Club Circus Remix) — 9:02 - Đĩa đơn nhạc số — Remix EP 1. "Circus" (Diplo Circus Remix) — 4:25 2. "Circus" (Tom Neville's Ringleader Remix) — 7:50 3. "Circus" (Villains Remix) — 5:17 4. "Circus" (Linus Loves Remix) — 4:39 5. "Circus" (Junior Vasquez Electric Circus Remix) — 9:02 |

## Xếp hạng
| Bảng xếp hạng (2008–09)             | Vị trí cao nhất |
| ----------------------------------- | --------------- |
| Australian ARIA Singles Chart       | 6               |
| Austria Top 40                      | 14              |
| Belgium Singles Chart (Flanders)    | 37              |
| Belgium Singles Chart (Wallonia)    | 27              |
| Canadian Hot 100                    | 2               |
| Czech Airplay Chart                 | 41              |
| Danish Singles Chart                | 9               |
| Dutch Singles Chart                 | 41              |
| Châu Âu Hot 100 Singles (Billboard) | 22              |
| Finnish Singles Chart               | 15              |
| French Digital Singles Chart        | 19              |
| Hungarian Singles Chart             | 4               |
| Irish Singles Chart                 | 12              |
| Israeli Singles Chart               | 3               |
| Japan Hot 100 Singles               | 38              |
| New Zealand Singles Chart           | 4               |
| Norwegian Singles Chart             | 15              |
| Slovak Airplay Chart                | 13              |
| Swedish Singles Chart               | 6               |
| Swiss Singles Chart                 | 19              |
| UK Singles Chart                    | 13              |
| U.S. Billboard Hot 100              | 3               |
| U.S. Billboard Hot Dance Club Play  | 1               |
| U.S. Billboard Pop Songs            | 1               |
| U.S. Billboard Rhythmic Songs       | 24              |

| Bảng xếp hạng (2008)             | Vị trí |
| -------------------------------- | ------ |
| Australian ARIA Singles Chart    | 96     |
| Bảng xếp hạng (2009)             | Vị trí |
| Australian ARIA Singles Chart    | 62     |
| Canadian Hot 100                 | 15     |
| Belgium Singles Chart (Wallonia) | 87     |
| Dutch Top 40                     | 119    |
| Swedish Singles Chart            | 78     |
| UK Singles Chart                 | 105    |
| U.S. Billboard Hot 100           | 27     |
| U.S. Billboard Pop Songs         | 13     |
| U.S. Billboard Digital Songs     | 17     |

## Chứng nhận
| Quốc gia                                                                           | Chứng nhận | Số đơn vị/doanh số chứng nhận |
| ---------------------------------------------------------------------------------- | ---------- | ----------------------------- |
| Úc (ARIA)                                                                          | Bạch kim   | 70.000^                       |
| Đan Mạch (IFPI Đan Mạch)                                                           | Vàng       | 7.500^                        |
| New Zealand (RMNZ)                                                                 | Vàng       | 7.500*                        |
| Anh Quốc (BPI)                                                                     | Bạc        | 223,000                       |
| * Chứng nhận dựa theo doanh số tiêu thụ. ^ Chứng nhận dựa theo doanh số nhập hàng. |            |                               |